# IBA Lucky MUSIC
IBA Lucky MUSIC（いばらっきーみゅーじっく）は、茨城放送（LuckyFM）で毎週水曜19:00-19:30に放送されているラジオ番組。

## 概要
茨城の音楽シーンを盛り上げる地元ミュージシャンの応援番組。茨城を拠点として活動するミュージシャンが月替わりでパーソナリティを務める。
ナビゲーターは、茨城人による茨城人のためのライブイベント『the 茨城愛』を主催するすいたんすいこうのマネージャーを務める須藤涼子。　
Twitterハッシュタグは、「#いばみゅー」
メールアドレスは「ilm@lucky-ibaraki.com」

## パーソナリティ
（2022年5月）
ナビゲーター:須藤涼子（すいたんすいこうマネージャー）　
パーソナリティ:Bonnet Monkey

### パーソナリティ・出演ゲスト
| 期間            | アーティスト   | ゲスト                         |
| --------------- | -------------- | ------------------------------ |
| 2022/3/30〜4/27 | 森公一         | なし（3/30）                   |
| 2022/3/30〜4/27 | 森公一         | ヨコタヒロユキ（4/6）          |
| 2022/3/30〜4/27 | 森公一         | 灰色ロジック（4/13）           |
| 2022/3/30〜4/27 | 森公一         | 岡野さん（Pink-HOUSE）（4/20） |
| 2022/3/30〜4/27 | 森公一         | なし（4/27）                   |
| 2022/5/4〜5/25  | Bonnet Monkey  |                                |
| 2022/6/1〜      | ベップヨシヒデ |                                |